# Кунигунда фон Ваймар-Орламюнде
Кунигунда фон Ваймар-Орламюнде (на немски: Kunigunde von Weimar-Orlamünde; на руски: Кунигунда Орламюндская; на украински: Кунігунда Орламюндська; * ок. 1055; † 20 март 1117 или 1140) от род Ваймар-Орламюнде, е маркграфиня от Майсен и чрез женитби княгиня на Киевска Рус (Владимир), графиня на Нортхайм и Гройч, маркграфиня на Майсен и Лужица. Тя е наследничка на двореца и Графство Байхлинген.

## Живот
Кунигунда е втората дъщеря на Ото I фон Ваймар († 1067), маркграф на Майсен, и съпругата му Адела Брабантска († 1083), внучка на Балдуин IV от Фландрия. Майка ѝ Адела се омъжва втори път през 1070 г. за Дедо I от Лужица. Кунигунда е възпитавана в двора на доведения си баща.
Кунигунда се омъжва три пъти. Тя се омъжва първо ок. 1073 или през октомври 1075 г. за княз Ярополк от Владимир († 1086), син на Изяслав I (Рюриковичи). През 1075 г. той е коронован в Рим за крал на Рус.
След като през ноември 1086 г. Ярополк Изяславич е убит Кунигунда се връща в Германия и резидира оттогава в дворец Байхлинген при Кьоледа в Тюрингия.
Около 1088 г. тя се омъжва втори път за Куно фон Байхлинген († 1103), граф на Нортхайм), син на Ото Нортхаймски, херцог на Бавария (Нортхайми). С този брак Куно получава двореца и Графство Байхлинген. Кунигунда и Куно подаряват през 1088/1089 г. бенедиктинския манастир Олдислебен на Унструт. Куно е убит през 1103 г. от двама негови васали.
Кунигунда се омъжва трети път 1110 г. за маркграф Випрехт II фон Гройч († 1124). Празнуват двойна сватба, понеже нейната дъщеря Кунигунда фон Байхлинген се омъжва за Випрехт III, син на Випрехт II. Те нямат деца.

## Деца
От брака си с Ярополк:
- Анастасия Ярополковна Владимирская (* 1074; † 8 януари 1159), омъжена 1090 г., за Глеб Всеславич, принц Мински († 1119), син на Всеслав Брячиславич Велики, принц Киевски († 1101)
- Василко Ярополкович Владимирски
- Мехтхилд фон Владимир (* 1075), омъжена за граф Гюнтер I фон Шварцбург († 1109/1114), син на граф Зицо II фон Кефернбург († 1118)
- Ярослав Ярополкович, принц Владимирски († 11 август 1103), женен за жена от Полша
- Всеволод Глебович Кнжас Жарославскй († 13 декември 1104)

От брака си с Куно фон Байхлинген:
- Матилда фон Байхлинген (* ок. 1088), омъжена за Хайнрих I фон Цутфен († 1122), син на граф Ото II фон Цутфен († 1113)
- Лиутгард фон Байхлинген (* ок. 1090), омъжена за Вилхелм I, граф на Люксембург († 1129), син на граф Конрад I фон Люксембург († 1086)
- Адела фон Байхлинген († 1123), омъжена за Дитрих III, граф на Катленбург(† 1106), II. за граф Хелперих фон Пльотцкау († 1118), маркграф на Северната марка
- Кунигунда фон Байхлинген (* ок. 1095; † 8 юни 1140), омъжена I. за Випрехт III фон Гройч († 1116), II. за маркграф Диполд III фон Фобург († 1146)